# Ernst Wilhelm Tempel
| 64 Angelina    | 4 martie 1861      |
| 65 Cybele      | 8 martie 1861      |
| 74 Galatea     | 29 august 1862     |
| 81 Terpsichore | 30 septembrie 1864 |
| 97 Klotho      | 17 februarie 1868  |

Ernst Wilhelm Leberecht Tempel (n. 4 decembrie 1821, Niedercunnersdorf, Saxonia, Germania – d. 16 martie 1889, Arcetri⁠(d), Toscana, Italia) a fost un astronom german, care a descoperit cinci asteroizi și 12 comete.

## Biografie
Ernest Wilhelm Tempel a lucrat la observatorul din Marsilia ca adjunct al lui Benjamin Valz, până la declanșarea Războiului franco-prusac din 1870, înainte de a merge în Italia. Din 1871, a lucrat în Italia, mai întâi la Observatorul astronomic din Brera, cu Giovanni Schiaparelli, iar apoi, din 1874, la Observatorul astrofizic din Arcetri a cărei conducere și-a asumat-o.
Tempel a murit la Arcetri în 1889.

## Descoperiri
Ernst Wilhelm Tempel a fost un prolific descoperitor de comete: a descoperit sau a codescoperit în total 21 de comete, inclusiv cometa periodică 55P/Tempel-Tuttle, acum cunoscută pentru că este corpul părinte al ploii de meteori a Leonidelor, și 9P/Tempel, care a fost țintă a sondei spațiale Deep Impact a NASA, în 2005. Între alte comete periodice descoperite de el, se citează 10P/Tempel și 11P/Tempel-Swift-LINEAR.

## Premii și distincții
- 1861: Premiul Lalande al Academiei Franceze de Științe;
- 1870: De două ori premiul pentru comete al Academiei Austriece de Științe;
- 1879: Premiul Humbertus al Academiei din Roma;
- 1880: Lui Ernest Tempel i-a fost decernat Premiul Valz.[8]
- 1881: Desemnat membru al Royal Astronomical Society din Londra.

## Onoruri
- 1898: Craterul Tempel de pe Lună îi poartă numele. Craterul a fost descoperit de Johann Nepomuk Kriege.
- 1971: În orașul natal, Niedercunnersdorf, i-a fost dedicat un monument.
- 1988: Asteroidul 3808 Tempel a fost denumit în onoarea sa.
- 1990: Școala din Niedercunnersdorf îi poartă numele: Wilhelm-Tempel-Schule.